# Tromsø internationella filmfestival

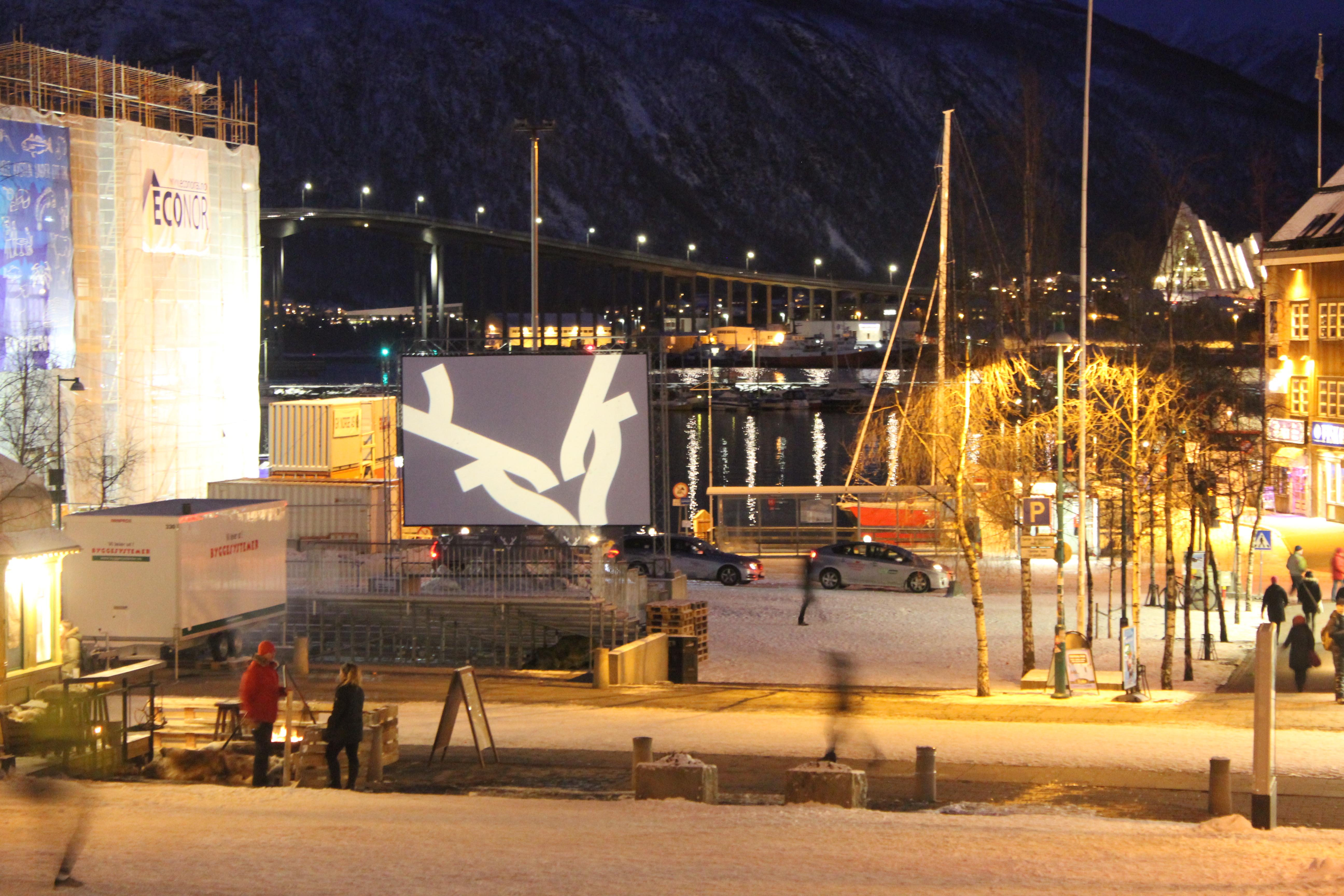
Utomhusbio på torget i Tromsø under filmfestivalen.

Tromsø internationella filmfestival (TIFF) är en årlig filmfestival i Tromsø, som vanligen äger rum under tredje veckan i januari. Den är Norges största filmfestival sett till antal besökare.
Festivalen anordnades första gången 1991. Sedan 2006 använder festivalen Fokus Kino, som är en av Norges mest avancerade bioanläggningar. Filmer visas också i KulturHuset, Hålogaland Teater, Verdensteatret, gamla Rådstua, Studenthuset Driv och en improviserad snöbio - Tvibit. 
2012 såldes 52 900 vanliga biljetter och 6 425 festivalbiljetter.Festivalen startar på måndagen, har officiell öppning på onsdagen och avslutas på söndagen. Man brukar också visa de mest populära och utsålda filmerna måndagen efter festivalveckan.
Festivalen har haft flera världspremiärer, bland annat Kautokeinoupproret (2008), Häftig och begeistrad  (2001) och Mannen från Snåsa (2016).

## Publikpriser
- 1995 Spider and Rose - regisserad av Bill Bennett
- 1996 Akkumulator 1 - regisserad av Jan Svěrák
- 1997 Palookaville - regisserad av Alan Taylor
- 1998 Gadjo dilo - regisserad av Tony Gatlif
- 1999 Når lyset kommer - regisserad av Stijn Coninx
- 2000 En pornografisk affære - (Une Liaison Pornographique), regisserad av Frédéric Fonteyne
- 2001 Im Juli - regisserad av Fatih Akın
- 2002 Prinsessan + krigaren - manus och regi av Tom Tykwer (Tyskland)
- 2003 Havet - regisserad av Baltasar Kormákur (Island)
- 2004 Återkomsten - regisserad av Andrej Zvjagintsev (Ryssland)
- 2005 Så som i himmelen - regisserad av Kay Pollak  (Sverige)
- 2006 Uskyldig offer - (Voces inocentes), regisserad av Luis Mandoki
- 2007 USA mot Al-Arian - regisserad av Line Halvorsen
- 2008 L'Orchestra di Piazza Vittorio (Italien)
- 2009 Jernanger - regisserad av Pål Jackman (Norge)
- 2010 For a moment, freedom - regisserad av Arash T. Riahi (Österrike/Frankrike/Turkiet)
- 2011 Black Swan - regisserad av Darren Aronofsky (USA)
- 2012 Play - av Ruben Östlund (Sverige)
- 2013 No - Pablo Larrain (Chile)
- 2014 Om hästar och män - av Benedikt Erlingsson (Tyskland/Island)
- 2015 Jordens salt – en film om Sebastião Salgado - av Wim Wenders och Juliano Ribeiro Salgado (Frankrike/Italien/Brasilien)
- 2016 Bland män och får - av Grímur Hákonarson
- 2017 Ishavsblod - de siste selfangerne - av Trude Berge Ottersen och Gry Elisabeth Motensen

## Kritikerpriser
- Aurorapriset går till en film som är utvald till tävlingsprogrammet. Priset är på 100 000 norska kronor och skall säkra prisvinnaren ordinär biodistribution i Norge.
- FIPRESCI-priset delas ut av professionella filmkritiker och filmjournalister och medlemmar av "International Federation of Film Critics (FIPRESCI)". Detta tilldelas utifrån ett kriterium om "att främja filmkonsten och att uppmuntra den nya och unga filmen".[3]
- Don Quijote-priset delas ut av "FICC" (Federation internationale des cine-clubs) som är en paraplyorganisation för filmklubbar och icke-kommersiella biografer.[4]
- Tromsøpalmen delas ut för bästa film från "Kortfilm fra nord"-programmet.

### 2017
- Aurorapriset - The Fits (USA) av Anna Rose Holmers
- Filmkritikerpriset FIPRESCI - Prövningen (Bacalaureat) av Cristian Mungiu (Rumänien)
- Filmklubbpriset Don Quijote - Heartstone (Hjartasteinn) av Guðmundur Arnar Guðmundsson (Island)
- Tromsøpalmen - Sommarnatt av Jonas Selberg Augustsén
- Det Norska Fredsfilmpriset - Fluefangeren av Izer Aliu

### 2016
- Aurorapriset - Heart of a dog av Laurie Anderson
- Filmkritikerpriset FIPRESCI - Anomalisa av Charlie Kaufman och Duke Johnson
- Filmklubbpriset Don Quijote - The Acadamy of Muses av José Luis Guerin
- Det Norska Fredsfilmpriset - Democrats av Camilla Nielsson
- Tromsøpalmen - Frysninger av Marius Myrmel

### 2015
- Aurorapriset - Li’l Quinquin av Bruno Dumont
- Filmkritikerpriset FIPRESCI - Li’l Quinquin av Bruno Dumont
- Filmklubbpriset Don Quijote - The Look Of Silence av Joshua Oppenheimer
- Det Norska Fredsfilmpriset - Drone av Tonje Hessen Schei
- Tromsøpalmen - I am Kuba av Åse Svenheim Drivenes

### 2014
- Aurorapriset - The tale of Iya av Tetsuichiro Tsuta, Japan
- Filmkritikerpriset FIPRESCI - Ida av Pawel Pawlikowski, Danmark/Polen
- Filmklubbpriset Don Quijote - Jag stannar tiden av Gunilla Bresky, Sverige
- Det Norska Fredsfilmpriset - Muren (Omar) av Hany Abu-Assad, Palestina
- Tromsøpalmen - Amasone av Marianne Ulrichsen

### 2013
- Aurorapriset - Lore av Cate Shortland, Australien, Tyskland, Storbritannien
- Filmkritikerpriset FIPRESCI - Camille mellan två åldrar (Camille redouble) av Noémie Lvovsky, Frankrike
- Filmklubbpriset Don Quijote - Bakom stängda dörrar (Dans la maison) av François Ozon, Frankrike
- Det Norska Fredsfilmpriset - Den gröna cykeln (Wadjda) Haifaa al-Mansour, Tyskland/Saudiarabien
- Tromsøpalmen - There Will Be Some Who Will Not Fear Even That Void Saeed Taji Farouky, Norge/UK

### 2012
- Aurorapriset - Elena av Andrej Zvjagintsev, Ryssland
- Filmkritikerpriset FIPRESCI - Elena av Andrej Zvjagintsev, Ryssland
- Filmklubbpriset Don Quijote - Halt auf freier Strecke ("Stopped on track") av Andreas Dresen
- Det Norska Fredsfilmpriset - Play av Ruben Östlund, Sverige
- Tromsøpalmen - Flimmer av Line Klungseth Johansen

### 2011
- Aurorapriset - Poetry av Chang-dong Lee (Sydkorea)
- Filmkritikerpriset FIPRESCI - How I ended this summer av Alexei Popogrebsky (Ryssland)
- Filmklubbpriset Don Quijote - Incendies av Denis Villeneuve (Kanada)
- Det Norska Fredsfilmpriset - Hands up av Romain Goupil (Frankrike)
- Tromsøpalmen - How to pick berries av Elina Talvensaari (Finland)

### 2010
- Aurora-priset - The door (die Tür) Anno Saul, Tyskland
- Filmkritikerpriset FIPRESCI - 10 to 11 av Pelin Esmer, Turkiet
- Filmklubbpriset Don Quijote - Whisper in the wind av Shahram Alidi, Irak
- Det Norska Fredsfilmpriset - The other bank av George Ovashvili, Georgien/Kazakstan
- Kort- och dokumentärfilmspriset Tromsøpalmen - Å puste ut musikk av Trond Eliassen, Norge

### 2009
- Filmkritikerpriset FIPRESCI - Revansje (Revanche) Götz Spielmann, Österrike
- Filmklubbpriset Don Quijote - It’s Not Me, I Swear! av Philippe Falardeau, Kanada

### 2008
- Filmkritikerpriset FIPRESCI -  Couscous Abdellatif Kechiche, Frankrike
- Filmklubbpriset Don Quijote -  Kautokeinoupproret (Kautokeino-opprøret) av Nils Gaup (Norge)

### 2007
- Filmkritikerpriset FIPRESCI - Stilla liv Zhang Ke Jia, Kina
- Filmklubbpriset Don Quijote - Longing av Valeska Grisebach (Tyskland)

### 2006
- Filmkritikerpriset FIPRESCI - Oljeberget (The Rich Country) av Aslaug Holm, Norge
- Filmklubbpriset Don Quijote - Ryna av Ruxandra Zenide (Rumänien)

### 2005
- Filmkritikerpriset FIPRESCI - En midtvinternatts drøm (Midwinter Night’s Dream) Goran Paskaljevic (Serbien och Montenegro)
- Filmklubbpriset Don Quijote - Blikket (The Gaze) av Nour Eddine Lakhmari (Marocko)

### 2004
- Filmkritikerpriset FIPRESCI - Stillheten mellom to tanker (Silence Between Two Thoughts) Babak Payami (Iran)
- Filmklubbpriset Don Quijote - Vodka Lemon av Hiner Saleem (Armenien)

### 2003
- Filmkritikerpriset FIPRESCI - Salmer fra kjøkkenet (Kitchen Stories) Bent Hamer (Norge)
- Filmklubbpriset Don Quijote - Engelen på den høyre skulderen (Angel On The Right) av Jamshed Usmonov (Tadzjikistan)

### 2002
- Filmkritikerpriset FIPRESCI - Sent böllop (Hatuna Meuheret) Dover Koshashvili (Israel)
- Filmklubbpriset Don Quijote - Søstre (Sisters) Sergei Bodrov Jr. (Ryssland)

## Hederspriser tilldelat festivalen
- 2007 Tromsø Arbeiderforenings Trivselspris
- 2015 Tromsø kommunes Hederspris